# Województwo lubuskie
Województwo lubuskie (dansk: voivodskabet Lubusz) er en administrativ del i det vestlige Polen, et af de 16 voivodskaber, der blev skabt, efter den administrative reform i 1999. Voivodskabets hovedstad er Gorzów Wielkopolski. Voivodskabet Lubusz har et areal på 13.985 km2 og 969.819 indbyggere(2024), befolkningstætheden er på 69,5 personer pr km2.
Voivodskab er fladt med mange søer og skove. I den sydlige del, omkring Zielona Góra, dyrkes vindruer.
Voivodskabet Lubusz grænser op til voivodskabet Vestpommern mod nord, voivodskabet Storpolen mod øst, voivodskabet Nedre Schlesien mod syd, og Tyskland, Brandenburg og Sachsen mod vest.

## Administrativ inddeling
Lubusz voivodskab er inddelt 14 distrikter (powiat): 2 bydistrikter og 12 landdistrikter. Disse er underopdelt i 83 gmina.

### Byer i voivodskabet
I voivodskabet Lubusz er der 42 byer, listet herunder efter indbyggertal pr. 31. december 2006:
| 1. Gorzów Wielkopolski (125,204) 2. Zielona Góra (118,201) 3. Nowa Sól (40,351) 4. Żary (38,967) 5. Żagań (26,580) 6. Świebodzin (21,679) 7. Międzyrzecz (18,722) 8. Sulechów (17,862) 9. Kostrzyn nad Odrą (17,725) 10. Słubice (17,199) 11. Gubin (16,974) 12. Lubsko (14,767) 13. Wschowa (14,573) 14. Szprotawa (12,613) | 1. Krosno Odrzańskie (12,100) 2. Drezdenko (10,332) 3. Strzelce Krajeńskie (10,143) 4. Skwierzyna (10,010) 5. Sulęcin (9,972) 6. Kożuchów (9,592) 7. Witnica (6,849) 8. Rzepin (6,499) 9. Zbąszynek (5,087) 10. Nowogród Bobrzański (5,036) 11. Jasień (4,526) 12. Bytom Odrzański (4,365) 13. Babimost (4,150) 14. Czerwieńsk (4,138) | 1. Iłowa (3,975) 2. Sława (3,893) 3. Ośno Lubuskie (3,769) 4. Kargowa (3,641) 5. Małomice (3,623) 6. Gozdnica (3,454) 7. Dobiegniew (3,187) 8. Nowe Miasteczko (2,828) 9. Cybinka (2,668) 10. Łęknica (2,641) 11. Torzym (2,456) 12. Trzciel (2,363) 13. Lubniewice (1,929) 14. Szlichtyngowa (1,348) |